# NGC 860
NGC 860 je galaksija u zviježđu Trokut.

## Vanjske poveznice
- SEDS: NGC 860